# 毛受茂左衛門
毛受 茂左衛門（めんじゅ/めんじゅう もざえもん）は、戦国時代から安土桃山時代にかけての武将。柴田勝家の家臣。毛受家照の兄。

## 概要
尾張国出身。柴田勝家の家臣。毛受兄弟の兄。
賤ヶ岳の戦いでの敗戦に際し、弟家照は「退却して母を扶養すること」を頼んだが、茂左衛門は「義を好む母の意に背く」と断り、天正11年（1583年）4月21日、弟ともに討死にした。

## 略歴
尾張国春日井郡稲葉村（現在の愛知県尾張旭市稲葉町）の人。新居城主水野良春の4世孫の毛受照昌の子で、父が稲葉村に移住して開墾し、姓を「毛受」と改めたのが始まりと云う。

### 賤ヶ岳の戦い

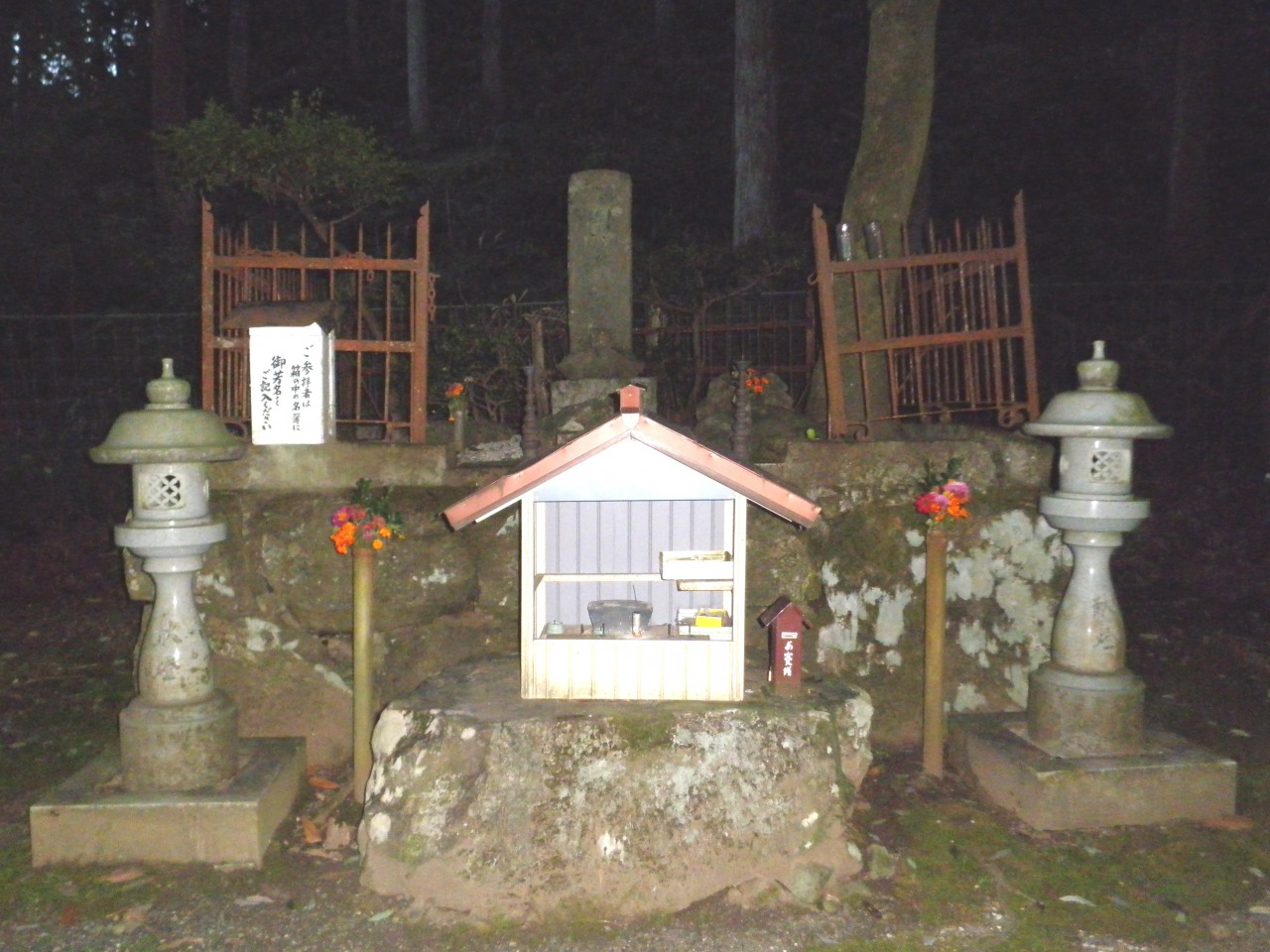
毛受兄弟の墓（滋賀県長浜市余呉町）

天正11年（1583年）、賤ヶ岳の戦いにおいて柴田軍は羽柴秀吉に敗れて、勝家は斬り込み討死を覚悟したが、弟の勝介がこれを諫めて、退却して籠城するように進言。
自らが代って戦うとして兵300を率いて出陣。秀吉軍が包囲すると、勝家の馬印「金の御幣」を掲げて大軍を惹きつけた。
この時、弟勝介に「兄弟で討死しよう」と言ったが、勝介は生き延びて母を扶養することを頼む。
しかし、茂左衛門は、「義を好む母に対してそれは却って不孝である」と言って拒否し、兄弟二人で進んだ。
弟勝介と共に「我は柴田修理亮勝家なり！」と言い放ち、身代わりになって果敢に応戦。
勝家の脱出の時間を稼いで、討死した。
秀吉はこの忠義を激賞して、北ノ庄城の落城後、毛受兄弟の首を母に返した。
なお毛受の子孫は、尾張徳川家に仕え、明治初期に再び名字を「水野」に戻したと伝わる。